# Ambassade du Venezuela en France
L'ambassade du Venezuela en France est la représentation diplomatique de la république bolivarienne du Venezuela auprès de la République française. Elle est située 11 rue Copernic, dans le 16e arrondissement de Paris, la capitale du pays. L'ambassadeur est, depuis le 21 août 2023, Arturo Gil Pinto.
En 1976, elle a donné son nom à la place du Venezuela voisine.

## Histoire
En 1913, l'ambassade se trouvait 19 rue Octave-Feuillet, également dans le 16e arrondissement.
En 1924, la légation était située 115 rue de la Pompe (16e arrondissement), le consulat général se trouvant 30 rue de Montholon (9e arrondissement).

## Ambassadeurs du Venezuela en France
| Date de nomination | Date de nomination | Date de remise des lettres de créance | Date de remise des lettres de créance | Ambassadeur                     |
| ------------------ | ------------------ | ------------------------------------- | ------------------------------------- | ------------------------------- |
| ?                  |                    | 27 mai 1948                           | [ JORF 1 ]                            | Juan Oropeza (es)               |
| ?                  |                    | 26 septembre 1950                     | [ JORF 2 ]                            | Antonio Chalbaud Cardona        |
| ?                  |                    | 13 octobre 1953                       | [ JORF 3 ]                            | Henrique Gil Fortoul            |
| ?                  |                    | 11 septembre 1958                     | [ JORF 4 ]                            | Juan Oropeza                    |
| ?                  |                    | 9 octobre 1959                        | [ JORF 5 ]                            | M.A. Pulido Mendez              |
| ?                  |                    | 6 novembre 1965                       | [ JORF 6 ]                            | Luis Humberto Croce Orozco      |
| ?                  |                    | 28 octobre 1969                       | [ JORF 7 ]                            | Marcel Granier-Doyeux           |
| ?                  |                    | 31 août 1973                          | [ JORF 8 ]                            | Edecio La Riva Araujo           |
| ?                  |                    | 21 novembre 1974                      | [ JORF 9 ]                            | José Luis Salcedo Bastardo (es) |
| ?                  |                    | 25 août 1976                          | [ JORF 10 ]                           | Manuel Rafael Rivero            |
| ?                  |                    | 13 décembre 1979                      | [ JORF 11 ]                           | Fernando Paredes Bello          |
| ?                  |                    | 10 avril 1986                         | [ JORF 12 ]                           | Ramón Escovar Salom (es)        |
| ?                  |                    | 1990                                  |                                       | Isidro Morales Paúl (es)        |
| ?                  |                    | 3 juin 1991                           | [ JORF 13 ]                           | Adolfo Raúl Taylhardat (es)     |
| ?                  |                    | 6 décembre 1995                       | [ JORF 14 ]                           | Francisco Kerdel Vegas          |
| ?                  |                    | 10 septembre 1999                     | [ JORF 15 ]                           | Hiram Gaviria (es)              |
| ?                  |                    | 3 juillet 2002                        | [ JORF 16 ]                           | Jésus Arnaldo Perez             |
| ?                  |                    | 17 septembre 2004                     | [ JORF 17 ]                           | Roy Chaderton Matos             |
| ?                  |                    | 13 octobre 2006                       | [ JORF 18 ]                           | Jesús Arnaldo Perez             |
| ?                  |                    | 20 février 2014                       | [ JORF 19 ]                           | Héctor Michel Mujica Ricardo    |
| Août 2023          |                    | 29 février 2024                       | [ JORF 20 ]                           | Arturo Enrique Gil Pinto        |

## Consulats

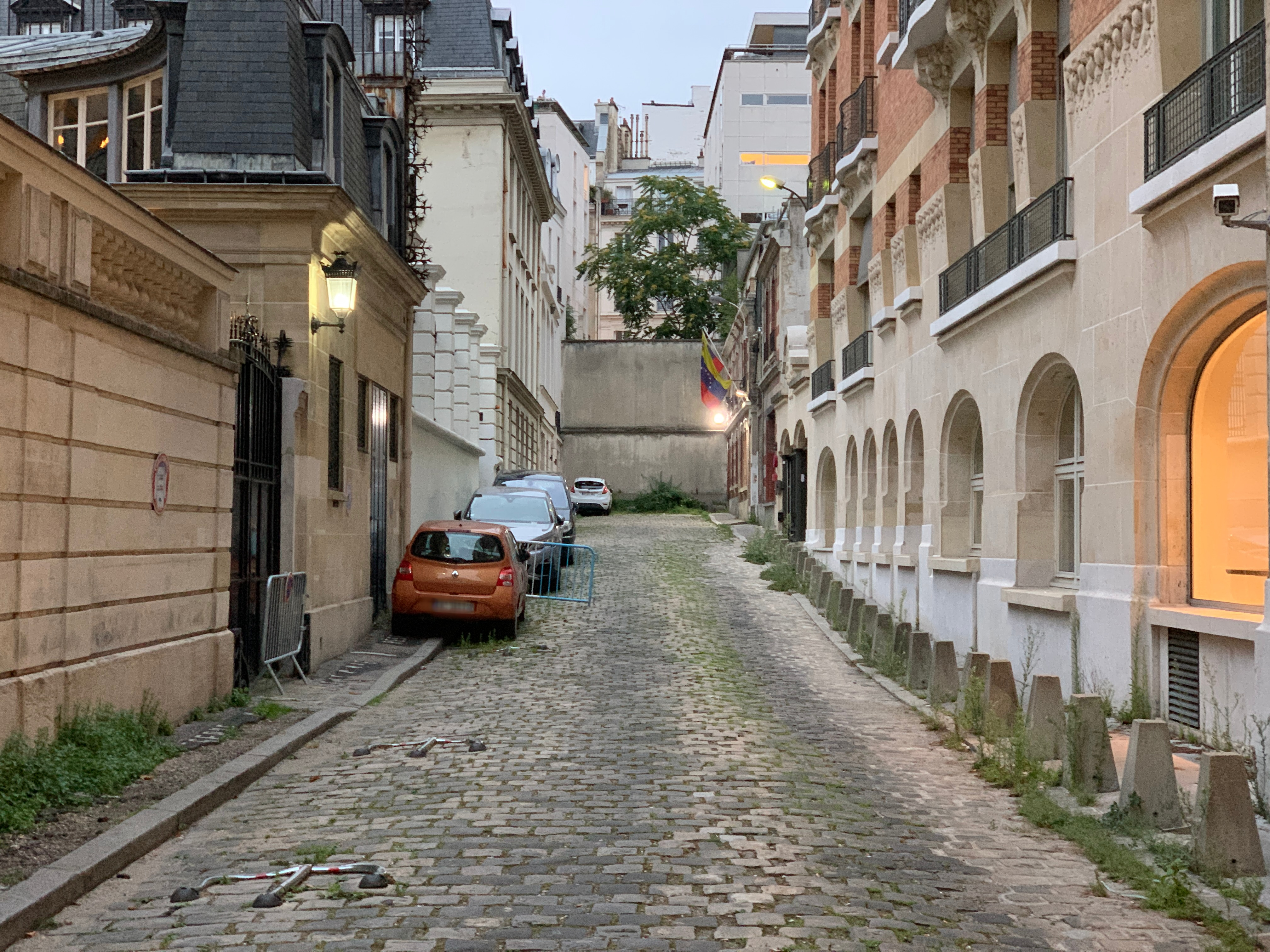
Section consulaire de l'ambassade du Venezuela en France, 8 impasse Kléber (Paris).

Outre la section consulaire de son ambassade à Paris (un bâtiment annexe du même pâté de maisons, no 8 impasse Kléber), le Venezuela avait un consulat général à Fort-de-France, en Martinique (la Martinique et le Venezuela partagent une frontière maritime), fermé en 2019 pour restrictions budgétaires.